# Klenovice na Hané
Klenovice na Hané település Csehországban, a Prostějovi járásban. Klenovice na Hané Oplocany, Pivín, Obědkovice, Tvorovice, Polkovice, Ivaň és Čelčice településekkel határos. Lakosainak száma 845 fő (2024. január 1.).

## Népesség
A település lakosságának változását az alábbi diagram mutatja:
| Lakosok száma | 632  | 799  | 1019 | 853  | 849  | 791  | 827  | 885  | 814  | 845  |
|               | 1869 | 1900 | 1921 | 1961 | 1980 | 2011 | 2016 | 2019 | 2021 | 2024 |